# Isa Hoes
Isa Hoes (Leiden, 13 juni 1967) is een Nederlandse toneel-, film-, televisie- en (stem)actrice en (scenario)schrijfster.

## Biografie

### Carrière
Hoes is van oorsprong een toneelspeelster. Ze heeft een opleiding aan de Toneelacademie Maastricht gevolgd. Hoes speelde in het theater in onder andere "Mijn Bloed In Jouw Aderen", "Menelaos", "Gluck", "De Minnaar", "Succes", "Nacht, Moeder", "Volmaakt geluk" (2008) en "Verlies" (2012).
Hoes is bij het grote publiek bekend geworden door haar rol van Myriam van der Pol in de soap Goede tijden, slechte tijden (begin jaren 90). Tevens speelde zij in de televisieseries Medisch Centrum West, Vrouwenvleugel, 12 steden, 13 ongelukken, All Stars, Windkracht 10 en Rozengeur & Wodka Lime. Ook heeft Hoes meerdere televisieprogramma's gepresenteerd, zoals De Horzel, KZB network en Café Hollywood.
In de uitgave van mei 1997 poseerde Hoes naakt voor de Nederlandse versie van het blad Playboy. In april 2002 won Hoes de Cosmopolitan Style Award. Deze prijs wordt jaarlijks uitgereikt aan een vrouw die veel in de publiciteit staat en opvalt door haar eigen stijl.
In 2004 werkte Hoes mee aan de cd What a Difference a Day Makes waarvan de opbrengst (deels) naar Unicef-projecten ging.
Ook heeft Hoes in meerdere films gespeeld, zoals We zijn zo weer terug van Pieter Kuijpers en All Stars van Jean van de Velde. Tevens heeft zij meerdere animatiefilms ingesproken, waaronder Een luizenleven, The Grinch en het computerspel Fort Boyard - de legende. Zij is ook bekend geworden door haar optreden in reclame.
Sinds 2023 vormt Hoes een podcastduo met Marc-Marie Huijbregts, met wie ze de wekelijkse podcast Marc-Marie & Isa Vinden Iets maakt onder de vleugels van Tonny Media. Hierbij verving ze Aaf Brandt Corstius.

### Privéleven
Hoes werd geboren in Leiden als de dochter van Antonius Franciscus Maria Wilhelmina Hoes en Emma de Winter. Onno Hoes is de broer van Isa Hoes. Vader Hoes is van katholieke afkomst; haar moeder is joods.
Hoes trouwde op 26 juni 1997 in Venetië met de acteur Antonie Kamerling. Zij kregen samen een zoon, Merlijn, en een dochter. Op 6 oktober 2010 maakte haar man een einde aan zijn leven. Over haar leven met Antonie en zijn depressies schreef zij in 2013 een boek getiteld Toen ik je zag. Een op dit boek gebaseerde film werd uitgebracht in 2023. In 2016 schreef zij samen met haar dochter het kinderboek Engel.

## Filmografie

### Film
- 1995 - Darkling - Rebecca
- 1997 - All Stars - Roos
- 2000 - The Moomins - Snorkmaiden
- 2006 - Five Fingers - Moeder
- 2006 - M.A.N. - Jeanine van der Schathuyzen
- 2008 - Alibi - Tanja
- 2008 - Bonding - Wendy Parker
- 2011 - All Stars 2: Old Stars - Roos
- 2011 - One Night Stand VII - Ballast - Ellen
- 2013 - Chez Nous - Hetty
- 2015 - De Ontsnapping - Julia
- 2020 - Engel - moeder van Engel
- 2021 - De Sterfshow - Jotte
- 2024 - De mooiste dag - Merel Helmert
- 2024 - Jimmy - Edith

### Televisie
- Goede tijden, slechte tijden - Myriam van der Pol (1990-1993, 1994)
- Vrouwenvleugel - Liesbeth Vrijman (1993)
- All Stars - Roos (1999-2001)
- Rozengeur & Wodka Lime - Catherina Hofstede-Donkersloot (2001-2006)
- Wat vindt Nederland? - deelnemer (2010)
- Lieve Liza - Barbara (2012/2013)
- Celblok H - Suzanne "Suus" Kramer (2014-2017) (46 afleveringen)
- Het zijn net mensen - deelnemer (2014)
- Sinterklaasjournaal - Directrice Basisschool (2015)
- De gevaarlijkste wegen van de wereld - deelnemer (2016)
- Het perfecte plaatje - kandidaat (2017)
- Ik hou van Holland – kandidaat (2019)
- Vier handen op één buik - deelnemer (2020)
- All Stars & Zonen - Roos (2020-heden)
- Oorlog-stories - mevrouw Van der Molen (2020)
- Weet ik veel – Kandidaat (2021)
- The Masked Singer - Als Elfje (2021)
- Het grote 30 tellen tv toernooi - Kandidaat (2023)

Gastrollen
- 1991 - Medisch Centrum West - Stagiaire Isabel Zwagers (8 afleveringen)
- 1994 - Seth & Fiona - Beatrix Hoogendoorn
- 1995 - Coverstory - Agente Ineke Slats
- 1996 - Baantjer: De Cock en de moord op de windhaan - Jeanette de Wind
- 1997 - Baantjer: De Cock en de moord om de moord - Jannie Slok
- 1997 - Windkracht 10: Stormschade - Verpleegster
- 2002 - Terug naar Nooitgedachtland - Wendy
- 2012 - Flikken Maastricht - Annemarie Hofstede / Christel Brinkgever (valse naam)

### Presenteren
- De Horzel - VARA (2001-2002) (samen met Ronnie van Poppel)
- Café Hollywood - Yorin (2003) (samen met René Mioch)
- Kinderen zijn de Baas - SBS6 (2004) (als Tina Tunnel)
- Goodies - RTL 4 (2007) (samen met Antonie Kamerling)

### Nasynchronisatie
- 1995 - Pocahontas - Nakoma
- 1998 - Een luizenleven - Atta
- 2000 - Pokémon 2: Op eigen kracht - Melody
- 2004 -  The Incredibles - Helen Parr / Elastigirl
- 2007-heden -  Total Drama Island - Heather
- 2012 - De Lorax en het Verdwenen Bos
- 2013 - Nijntje de film
- 2015 -  Minions  - Scarlet Overkill
- 2016 - The Angry Birds Movie - Matilda
- 2018 - Incredibles 2 - Helen Parr / Elastigirl

### Bestseller 60
| Boeken met noteringen in de Nederlandse Bestseller 60 | Jaar van verschijnen | Datum van binnenkomst | Hoogste positie | Aantal weken | Opmerkingen                           |
| ----------------------------------------------------- | -------------------- | --------------------- | --------------- | ------------ | ------------------------------------- |
| Doordraven en overeind blijven                        | 2013                 | 11-05-2013            | 40              | 3            | in samenwerking met Barry Atsma       |
| Toen ik je zag: mijn leven met Antonie                | 2013                 | 23-11-2013            | 1(13wk)         | 86           |                                       |
| Kompas                                                | 2015                 | 17-01-2015            | 1(1wk)          | 6            |                                       |
| Gedichten die vrouwen aan het huilen maken            | 2015                 | 14-11-2015            | 4               | 12           |                                       |
| Engel                                                 | 2016                 | 29-06-2016            | 46              | 3            | in samenwerking met Vlinder Kamerling |
| Te lijf                                               | 2016                 | 23-11-2016            | 8               | 12           | in samenwerking met Medina Schuurman  |
| I'M Lijfboek                                          | 2018                 | 02-05-2018            | 24              | 3            | in samenwerking met Medina Schuurman  |
| Het is je moeder                                      | 2019                 | 13-03-2019            | 40              | 3            |                                       |
| Zo heel jij mij                                       | 2020                 | 15-01-2020            | 19              | 2            |                                       |
| Hoe ouder, hoe mooier                                 | 2020                 | 04-11-2020            | 50              | 1            | in samenwerking met Medina Schuurman  |
| Je bent niet alleen                                   | 2022                 | 11-03-2022            | 12              | 6            | in samenwerking met Merlijn Kamerling |